# Путеев, Байир Эдуардович
Байир Эдуардович Путеев (род. 23 января 1986, в п. Ики-Бурул, Ики-Бурульский район, Калмыцкая АССР) — российский политик, сенатор Российской Федерации (с 2023), член Комитета Совета Федерации по Регламенту и организации парламентской деятельности.

## Биография
Родился 23 января 1986 года в посёлке Ики-Бурул Калмыцкой АССР, в 2008 году окончил Калмыцкий государственный университет по специальности «преподаватель истории». С 2008 года работал в сельскохозяйственном потребительском обслуживающем кооперативе (СПОК) «Ленком» в посёлке Первомайский Приютненского района Калмыкии (сначала мастером производственного участка, с 2009 года — председателем). С 2013 по 2016 год работал механизатором в сельскохозяйственном производственном кооперативе «Первомайский». С 2018 года работал в администрации Приютненского района, с 2020 по 2022 год являлся главой администрации. В 2023 году избран в Народный Хурал VII созыва от партии «Единая Россия».
7 ноября 2023 года голосованием депутатов Народного Хурала Калмыкии Путеев, с 2022 года занимавший должность руководителя регионального отделения «Единой России», избран сенатором Российской Федерации, представителем законодательного органа государственной власти республики.